# 屏边玉叶金花
屏边玉叶金花（学名：Mussaenda pingpienensis）为茜草科玉叶金花属下的一个种。